# سن پیترو موسولینو
سن پیترو موسولینو (به ایتالیایی: San Pietro Mussolino) یک کومونه در ایتالیا است که در استان ویچنزا واقع شده‌است.

## خصوصیات
سن پیترو موسولینو ۴ کیلومترمربع مساحت و ۱٬۶۱۸ نفر جمعیت دارد و ۲۷۰ متر بالاتر از سطح دریا واقع شده‌است.